# Dworek Modrzewiowy w Skierniewicach

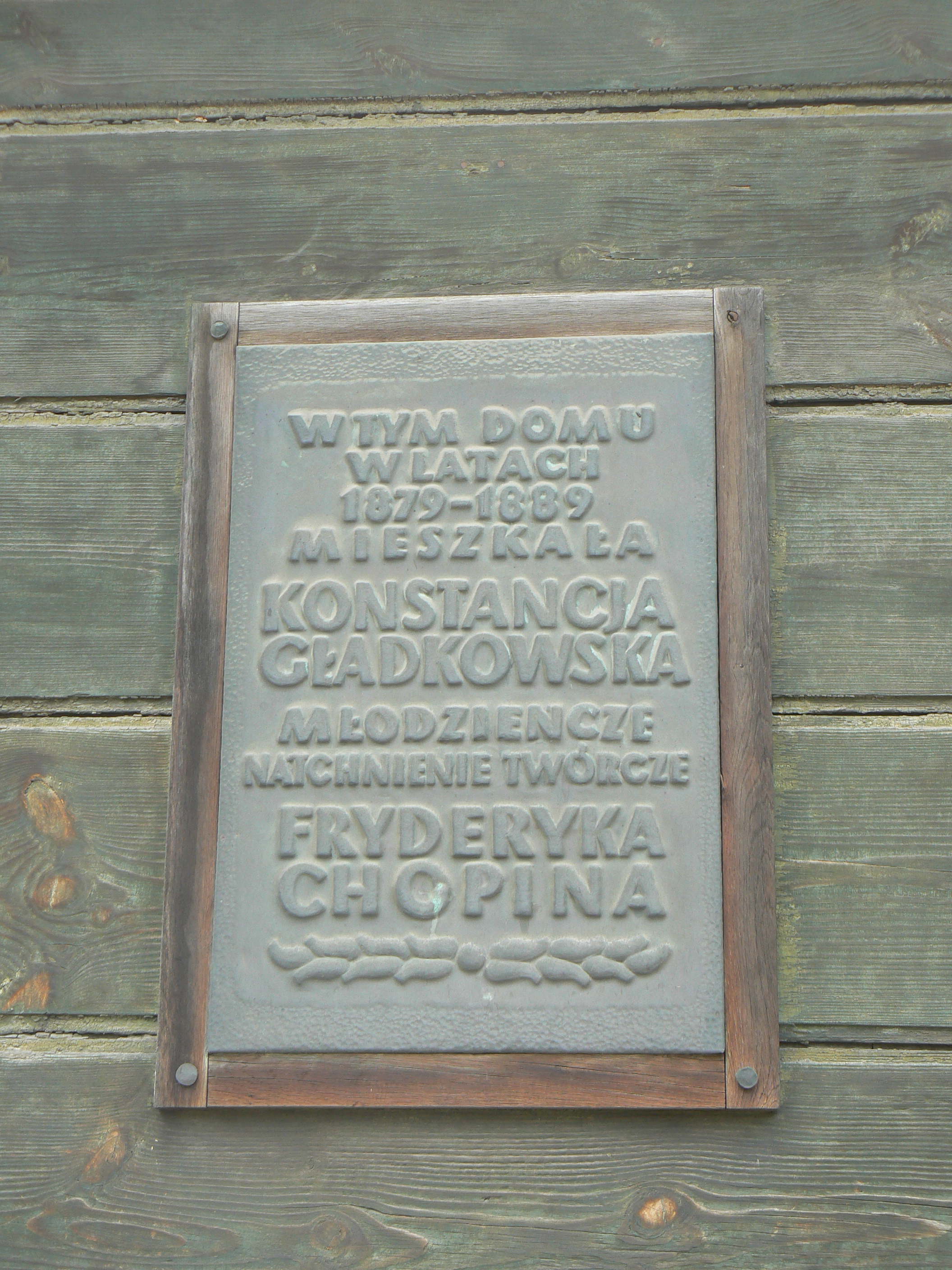
Tablica upamiętniająca Konstancję Gładkowską, umieszczona na Dworku Modrzewiowym

Dworek Modrzewiowy – najstarszy drewniany budynek w Skierniewicach wybudowany w drugiej połowie XIX wieku przy ulicy Floriana. Budynek jest jednopoziomowy z piwnicami i strychem. Od 2021 budynek przechodzi generalny remont. 
Budynek obecnie jest siedzibą Izby Historii Skierniewic otwartą w 1987 roku.
Ostatnie swoje lata życia w tym budynku spędziła Konstancja Gładkowska, młodzieńcza miłość Fryderyka Chopina.